# Öngyilkos osztag: Pokoli fizetség
Az Öngyilkos osztag: Pokoli fizetség (eredeti cím: Suicide Squad: Hell to Pay) 2018-ban bemutatott amerikai 2D-s számítógépes animációs szuperhősfilm, amelyet Sam Liu rendezett.
Amerikában 2018. március 27-től lett elérhető digitális formában az interneten, 2018. április 10-én pedig DVD-n és Blu-ray-n is kiadták. Magyarországon 2020. november 15-én mutatták be nyolc másik DC animációs film mellett, az HBO Go streaming platformon.

## Szereplők
| Szerep                              | Eredeti hang              | Magyar hang            |
| ----------------------------------- | ------------------------- | ---------------------- |
| Floyd Lawton / Lövész               | Christian Slater          | Debreczeny Csaba       |
| Amanda Waller                       | Vanessa Williams          | Majsai-Nyilas Tünde    |
| Ben Turner / Bronz Tigris           | Billy Brown               | Sarádi Zsolt           |
| Crystal Frost / Gyilkos Fagy        | Kristin Bauer van Straten | Füredi Nikolett        |
| Sameer Park / Vipera                | Gideon Emery              | Horváth-Töreki Gergely |
| George Harkness / Bumeráng kapitány | Liam McIntyre             | Király Attila          |
| Harleen Quinzel / Harley Quinn      | Tara Strong               | Sipos Eszter Anna      |
| Harvey Dent / Kétarc                | Dave Boat                 | Mészáros András        |
| Poén                                | Trevor Devall             | Csiby Gergely          |
| Blockbuster                         | Dave Fennoy               |                        |
| Tobias Whale, a bálna               | Dave Fennoy               | Papucsek Vilmos        |
| Fekete Manta                        | Dave Fennoy               | Mészáros András        |
| Rendőr                              | Dave Fennoy               | Dézsy Szabó Gábor      |
| Steel Maxum                         | Greg Grunberg             | Hajdu Tibor            |
| Eobard Thawne / Zoom professzor     | C. Thomas Howell          | Kossuth Gábor          |
| KO                                  | Cissy Jones               | Laurinyecz Réka        |
| Bemondónő                           | Cissy Jones               |                        |
| Darma                               | Natalie Lander            | Mihalik Judit          |
| Savage fegyveres embere             | Matthew Mercer            |                        |
| Siobhan Smythe / Ezüst Kísértet     | Julie Nathanson           | Kuna Kata              |
| Suska                               | Julie Nathanson           | Kelemen Kata           |
| Vandal Savage                       | Jim Pirri                 | Törköly Levente        |
| Werner Zytle / Vertigo gróf         | Jim Pirri                 | Szatmári Attila        |
| Scandal Savage                      | Dania Ramírez             | Nemes Takách Kata      |
| Lazlo Valentin / Pyg professzor     | James Urbaniak            | Vida Péter             |

### Magyar változat[3]
- Magyar szöveg: Hanák János
- Hangmérnök: Simkó Ferenc
- Vágó: Székely Daniella
- Gyártásvezető: Kincses Tamás
- Szinkronrendező: Nikodém Zsigmond
- Felolvasó: Nagy Sándor
- További magyar hangok: Bor László, Bordás János, Fehérváry Márton, Gulás Fanni, Kelemen Kata, Kis Horváth Zoltán, Martin Adél, Mészáros András, Miklós Eponin, Németh Attila István, Papucsek Vilmos, Péter Richárd, Sipos Viktória

A szinkront az HBO megbízásából a Mafilm Audio Kft. készítette.